# Какмож (річка)
Какмо́ж (рос. Какмож) — річка в Удмуртії (Увинський та Вавозький), Росія, права притока Вали.
Довжина річки становить 51 км. Бере початок за 2 км на північ від села Сям-Можга на Тиловайській височині, впадає до Вали трохи нижче присілку Листем навпроти гирла річки Седмурча. Напрямок річки змінюється — спочатку річка тече на південь, потім південний схід і південний захід. Середня течія заболочена.
У населених пунктах Чемошур, Октябрський та Листем збудовано автомобільні мости, у селі Какмож — 2 залізничних мости. Біля села Какмож ведуться торфорозробки.
Притоки ліві — Кейшурка та Чунча.
Над річкою розташовані населені пункти:
- Увинський район — Чемошур;
- Вавозький район — Октябрський, Какмож, Листем.